# كيث هارينغ
كيث هارينغ (بالإنجليزية: Keith Haring)‏ (4 مايو 1958 - 16 فبراير 1990) فنان وناشط اجتماعي جاءت أعماله استجابة لثقافة الشارع في مدينة نيويورك خلال ثمانينيات القرن الماضي.

## المسار الوظيفي
كان أول ما جذب الأنظار إلى هارينغ رسومات الطباشير التي نفذها في محطات مترو الأنفاق في نيويورك. وقد كانت هذه الأعمال هي الأولى بين ما اشتهر به هارينغ من أعمال فنون شعبية. كما تولّى تسينج كونج تشي تصوير ما نفذه من معارض. وفي هذه الأثناء، أصبح «الطفل المشع» يستخدم رمزًا له. وتحمل خطوط هارينغ العريضة وألوانه الزاهية وأشكاله النشطة رسائل مفعمة بالحياة والانسجام. بداية من عام 1980، نظّم هارينغ معارض في المكان المعروف باسم "Club 57". كما شارك هارينغ في معارض " Times Square Exhibition" ورسم لأول مرة حيوانات ووجوهًا لبشر. وفي عام 1981 صمم هارينغ أول رسوماته بالطباشير على الورق
الأسود ورسم على أشياء موجودة بالفعل من البلاستيك والمعدن.
وفي ديسمبر 2007، تم اكتشاف أحد رسومات هارينغ في إحدى ساحات مبنى النسيج الأمريكي بحي ترايبيكا في مدينة نيويورك حيث يرجع تاريخ تصميمه إلى عام 1979.
لم يتم تحديد سبب وفاته المبكرة إلى الآن لكن يُعتقد أنه تعرّض لجلطة دماغية أودت بحياته.

## أعماله على المستوى العالمي
في عام 1984، زار هارينغ أستراليا ورسم أعمالاً جدارية في مدينتي ملبورن (مثل الرسومات الجدارية في مدرسة كولينجوود بولاية فكتوريا) وسيدني وتلقى 1000 دولار أسترالي من معرض فكتوريا الوطني ومركز الفن المعاصر في أستراليا مقابل رسم لوحة جدارية تستند إلى تصميماته الجرافيتية ليتم استبدال الستارة المائية في «المعرض الوطني» بها مؤقتًا. كما نفذ هارينغ رسومات أثناء زياراته إلى مدينة ريو دي جانيرو ومتحف الفن الحديث في باريس ومدينة منيابولس ومنهاتن. علاوة على ذلك صمم هارينغ معطفًا ترتديه مادونا أثناء استعراض غنت خلاله أغنية "Like a Virgin" في برنامج الرقص Solid Gold.
وفي عام 1985 بدأ هارينغ في الرسم على القماش. وبالتزامن مع ذلك، افتتح متحف الفن الحديث في مدينة بوردو معرضًا لأعماله، كما شارك في معرض Paris Biennial. وفي نوفمبر 1985 ظهر هارينغ على شاشة محطة إم تي في حيث رسم الخلفية لأحد برامج "guest VJ" التي كان يقدمها صديقه نيك رودس عازف البيانو في فريق «دوران دوران». وفي عام 1986 رسم هارينغ لوحات جدارية في أمستردام وباريس وفينيكس، كما رسم على جدار برلين عند بوابة براندنبورغ في برلين. ومن أعمال هارينغ أيضًا ما رسمه على جسد جريس جونز في الفيديو الغنائي الذي قدمته "I'm Not Perfect". كما افتتح متجر تجزئة في حي سو هو يعرف باسم «المتجر الشعبي»، وكان يختص هذا المتجر ببيع بضائع تحمل تصاويره ومن بينها قمصان ودمى وملصقات وغير ذلك من الأشياء التي يتم عليها إعادة تصميم أعماله الفنية. وقد تم إغلاق هذا المنفذ عام 2005. كما صمم هارينغ صورًا دعائية لمشروبات Absolut•vodka وساعات Swatch.

## روابط خارجية
- كيث هارينغ على موقع IMDb (الإنجليزية)
- كيث هارينغ على موقع الموسوعة البريطانية (الإنجليزية)
- كيث هارينغ على موقع مونزينجر (الألمانية)
- كيث هارينغ على موقع ميوزك برينز (الإنجليزية)
- كيث هارينغ على موقع إن إن دي بي (الإنجليزية)
- كيث هارينغ على موقع ديسكوغز (الإنجليزية)
- كيث هارينغ على موقع قاعدة بيانات الفيلم (الإنجليزية)